# Classe Albatros
La classe Albatros (russe : Альбатрос), désignée Grisha par l'OTAN, est une classe de corvettes russes.

## Variantes
La Classe Grisha compte 5 variantes (même si des améliorations sur certaines variantes existent) :
- Grisha I (Albatros 1124) : variante de lutte anti-sous-marine (Lutte anti-sous-marine), armée d'un système lance-missiles antiaérien SA-N-4 (2x1, 20 missiles), d'un canon double AK-257(1x2 calibre 57mm), 2 lance-roquettes ASM RBU-6000, 4 tube lance-torpilles de 533mm(2x2), 2 grenadeurs [1]
- Grisha II (Albatros 1124P) : variante d'escorte pour les garde-frontières, se différencie des Grisha I par le remplacement du système SA-N4 par une tourelle AK-257 à l'avant et l'absence du radar de conduite de tir qui y est associé, armée de 2 canons double AK-257(2x2 calibre 57mm), 2 lance-roquettes ASM RBU-6000, 4 tubes lance-torpilles de 533mm(2x2), 2 grenadeurs [1]
- Grisha III (Albatros 1124M) : variante de lutte ASM, se différencie principalement des Grisha I par une amélioration des radars et l'ajout d'un canon gatling de calibre 30mm sur l'arrière, armée d'un système SA-N-4 (2x1, 20 missiles), d'un canon double AK-257(1x2 calibre 57mm), 1 canon multitube AK-630, 2 lance-roquettes ASM RBU-6000, 4 tubes lance-torpilles de 533mm(2x2), 2 grenadeurs [1]
- Grisha IV (Albatros 1124K) : un seul navire construit pour les essais, basé sur le Grisha III mais modifié pour les essais du système, armée de 3 systèmes SA-N-9 (8x3, 24 missiles), 1 canon multitube AK-630, 2 lance-roquettes ASM RBU-6000, 4 tubes lance-torpilles de 533mm(2x2), 2 grenadeurs [1]

- Grisha V (Albatros 1124ME) : variante ASM, les tubes lance-torpilles ont été modifiés pour lancer des torpilles filoguidées, un remplacement des radars par des plus modernes, le remplacement de la tourelle de calibre 57mm par une tourelle de 76mm ainsi que la suppression du RBU-6000 tribord avant, plus l'ajout d'un système SA-N-5 (strela). Armée d'un système SA-N-4 (2x1, 20 missiles), d'un canon AK-176 (1x1 calibre 77mm), 1 canon multitube AK-630, 1 lance-roquettes ASM RBU-6000, 4 tubes lance-torpilles de 533mm(2x2), 2 grenadeurs [1]

## Pays Utilisateur

### Opérateur en 2024
Russie : 20 navires en service, 2 Grisha III et 18 Grisha V, de nombreux autres ont été désarmés

### Ancien opérateur
Lituanie : 2 Grisha III, désarmés en 2008 et 2010
 Ukraine : divers Grisha reçus lors du partage de la Flotte de la mer Noire mais aussi complétés
 Géorgie : 2 Grisha d'un type non précisé en service chez les garde-côtes en 2014, n'apparait plus dans les inventaires de 2014